# 太宁 (北齐)
太宁（561年十一月—562年四月），或作大宁、泰宁，是北齊武成帝高湛的年号，歷時數月。

## 纪年
| 太宁 | 元年  | 二年  |
| ---- | ----- | ----- |
| 公元 | 561年 | 562年 |
| 干支 | 辛巳  | 壬午  |

## 參看
- 中国年号索引
  - 其他使用太宁年號的政權
- 同期存在的其他政权年号
  - 大定（555年正月—562年正月）：西梁政權梁宣帝蕭詧的年号
  - 天保（562年二月—585年十二月）：西梁政權梁明帝萧岿的年号
  - 天嘉（560年正月—566年二月）：南朝陈政權陳文帝陈蒨的年号
  - 保定（561年正月—565年十二月）：北周政权周武帝宇文邕年号
  - 延昌：高昌政权麴乾固年号
  - 開國（551年—568年）：新羅真興王之年號